# 李敏成
李敏成（韓語：이민성，1973年6月23日—），出生于韩国京畿道光明市，是一位已退役的韩国足球运动员，现在是K联赛球队江原FC的助理教练。他曾是韩国国家队的成员。

## 职业生涯
李敏成在1996年加盟K联赛球队釜山大宇皇家，开始职业足球生涯。他在釜山一直效力到2002年，其中1999年和2000年因服兵役而效力于军队球队尚武，没有参加职业联赛。2003年，李敏成转会加盟浦项制铁，2005年转投FC首爾，2008年宣布退役。2010年，李敏成复出成为新成立的K2联赛球队龍仁城的球员兼教练。但他在2010赛季并没有出场，赛季结束后再次结束球员的身份。
李敏成在1995年至2004年间曾经数次入选韩国国家队，出场66次，打进2球。他先后参加过1998年世界杯足球赛、2000年美洲金盃、2000年亚洲杯足球赛、2001年洲際國家盃、2002年美洲金盃、2002年世界杯足球赛和2004年亚洲杯足球赛等大赛。在1998年世界盃他參與了全部三場小組賽，在2002年世界盃則只在四強對德國時入替崔鎮哲出場以及在季軍戰对土耳其时首發出場。1997年9月28日，他在东京举行的1998年世界杯外围赛中打进在国家队的首个进球，帮助韩国2比1击败日本。他的另一个进球则是在2000年2月17日在美国举行的2000年美洲金盃，他的进球帮助韩国队2比2战平哥斯达黎加。
2012年1月，李敏成成为中国足球超级联赛球队广州恒大的助理教练。 但在5月李章洙下课后，他也一起离开广州恒大队，回到韩国成为江原FC的助理教练。